# Phoenix Raceway
Der Phoenix Raceway ist eine Motorsport-Rennstrecke in Form eines Tri-Oval mit einer Länge von etwa einer Meile in der US-amerikanischen Stadt Avondale im Bundesstaat Arizona. Sie wurde 1964 unter dem Namen Phoenix International Raceway als Ersatz für die Rennstrecke am Arizona Veterans Memorial Coliseum eröffnet und sollte die neue Heimat des Formelsports im Großraum Phoenix werden.

## Geschichte
Bis zum Jahr 2005 fanden auf dem früheren Phoenix International Raceway Rennen der Indy Car World Series und der IndyCar Series statt, als aufgrund einer Managemententscheidung bei der International Speedway Corporation der Fokus auf andere Rennserien gelegt wurde und zum ersten Mal kein Rennen im Formelsport ausgetragen wurde. Das erste Rennen des NASCAR Sprint Cup fand im Jahre 1988 statt. Es wurde von Alan Kulwicki gewonnen, der hier erstmals seine Polnische Ehrenrunde, das heißt eine Runde entgegengesetzt der Fahrtrichtung, nach der Zielflagge absolvierte.
Zwischen dem Jahr 2005 und 2016 fanden keine Rennen im Formelsport mehr auf dem Speedway statt, in dieser Zeit wurde er noch von diversen Teams der Indy Racing League für Testfahrten oder für Dreharbeiten zu entsprechenden Werbespots genutzt. Auf dem Straßenkurs im Infield, der ursprünglich für die IMSA-Serie gebaut wurde, fanden zuletzt die Rennen der Grand-American-Road-Racing-Association-Serie statt.
Auf dem Ovalkurs finden neben den Rennen der diversen NASCAR-Serien die sogenannten Copper World Classics statt, ein Wettbewerb des United States Automobile Club mit unterschiedlichen Rennsportklassen. In den Jahren von 2002 bis 2004 wurde es zusammen mit den Rennen der Indy Racing League veranstaltet, aber mit dem Rückzug der Serie findet es wieder an seinem ursprünglichen Termin in den Wintermonaten statt.
Seit dem Jahr 2005 veranstaltet NASCAR ein zweites Rennen im Sprint Cup. Es ersetzt das Rennen im Frühling, welches bis dahin auf dem Darlington Raceway in South Carolina stattgefunden hat. Dagegen wurde das Rennen der IndyCar Series ab der Saison 2006 aus dem Kalender gestrichen.
Am 15. November 2015 wurde der Phoenix International Raceway offiziell für diesen einen Tag in Jeff Gordon Raceway umbenannt. Anlass war Jeff Gordons letztes Rennen in Phoenix und vorletztes Rennen überhaupt.
Im April 2016 kehrte die IndyCar Series und die Indy Lights nach elf Jahren wieder auf den Speedway zurück. Ende Januar 2017 wurden Pläne für einen Umbau der Strecke vorgestellt. Die Arbeiten begannen im Februar des Jahres beginnen und dauerten bis zum November 2018 an. Hauptsächlich wurde dabei der Komfort der Anlage aus den 1960er Jahren verbessert. Das Highlight bildet der neue Innenraum mit der Monster Energy NASCAR Cup Series Garage Fan Zone. Von dort können Zuschauer die Rennen verfolgen. Ein Fußgängertunnel verbindet das Infield mit den äußeren Tribünen. Des Weiteren wurde der Hospitality-Bereich auf der neuen Haupttribüne verbessert. Auf allen Rängen ist kostenloses WLAN verfügbar. Die Strecke selbst wurde nicht umgebaut, aber der Start wurde verlegt. Die Kosten des Umbaus beliefen sich auf 178 Mio. US-Dollar (168 Mio. Euro).
Ende September 2017 gaben die Betreiber der Rennstrecke und das Unternehmen ISM Connect einen mehrjährigen Sponsoringvertrag, inklusive der Namensrechte, bekannt. Mit den Einnahmen wurde ein Teil der Renovierung finanziert. Der Phoenix International Raceway heißt seit 2018 ISM Raceway. Nach dem Auslaufen des Vertrages erhielt die Rennstrecke Anfang 2020 den Namen Phoenix Raceway.

## Name
- Phoenix International Raceway (1964–1973, 1976–2017)
- FasTrack International Speedway (1973–1976)
- Jeff Gordon Raceway (15. November 2015)
- ISM Raceway (2018–2020)
- Phoenix Raceway (seit 2020)

## Streckenbeschreibung

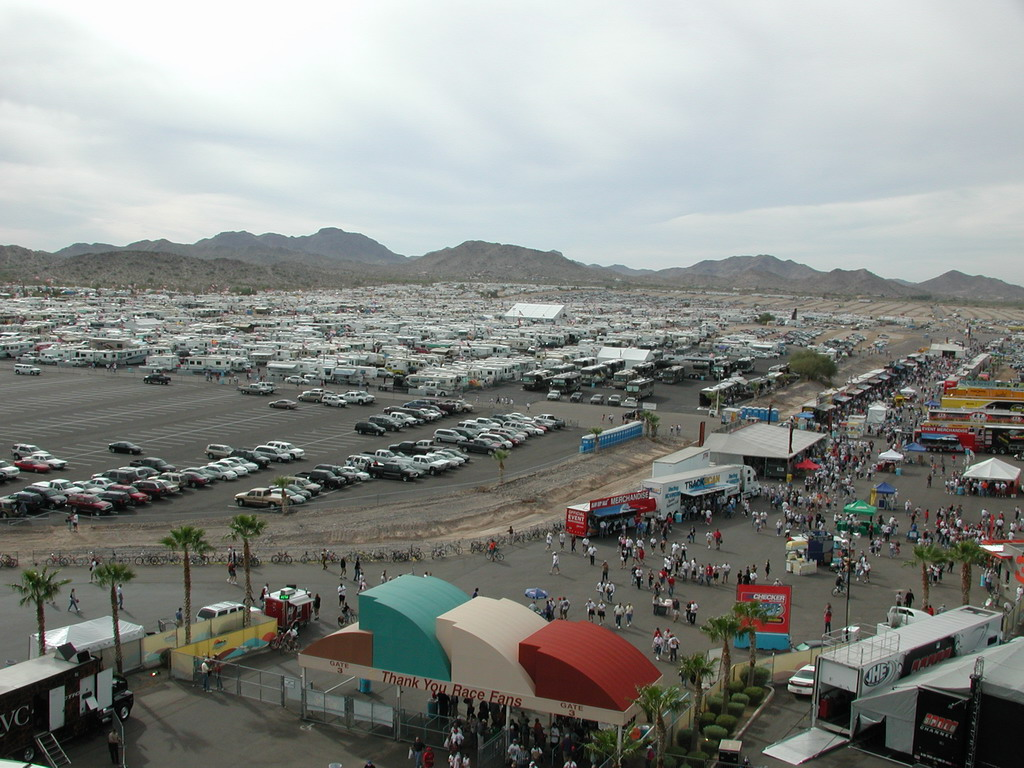
Fans vor einem Rennen auf dem Phoenix International Raceway.

Der Phoenix Raceway besitzt eine einmalige Form eines Tri-Ovals mit einer Kurve in der Mitte der Gegengeraden. Diese ungewöhnliche Form existiert, weil die Architekten der ursprünglichen Anlage die Einschränkungen durch die Hügelkette auf dem Grundstück auf der einen Seite und die Integration eines zusätzlichen Straßenkurses sowie einer Beschleunigungsstrecke auf der anderen Seite berücksichtigen mussten. Die Beschleunigungsstrecke für Dragster-Rennen wurde aufgrund des naheliegenden Firebird International Raceway kaum genutzt, auf dem regelmäßig Beschleunigungsrennen stattfanden. Der externe Straßenkurs wurde hauptsächlich für private Testfahrten und als Parkplatz bei Rennen auf dem Ovalkurs genutzt, so dass er später durch einen Straßenkurs im Infield ersetzt wurde. Bis zum Bau eines Zugangstunnels zum Infield in den Jahren 2004 und 2005 bestand der Zugang nur über Kreuzungen des alten Straßen- und Beschleunigungskurses mit dem Oval.
Ein weiteres erwähnenswertes Feature des Phoenix Raceway ist die sogenannte „Hillside“, ein bei Fans beliebter Zuschauerplatz direkt außerhalb von Kurve 4 auf dem Monument Hill. Auf dem Hügel befindet sich eine Messstation der US Geological Survey, von dem aus die ursprüngliche Vermessung von Arizona begonnen hat.

Streckenführung bis 2010
Streckenänderung 2011, in grau die alte Streckenführung

2011 wurde die Strecke komplett neu asphaltiert, die Frontgerade um einige Meter verbreitert und die dadurch verschobene Boxenstraße nun betoniert anstatt asphaltiert. Dabei wurden, wie zuvor auch schon am Las Vegas Motor Speedway, die Kurven mit einer progressiven (zum Kurvenrand zunehmende) Überhöhung ausgestattet. Zudem wurde die Dogleg-Kurve aufgeweitet und mit einer stärkeren Überhöhung von maximal 11° ausgestattet. Damit soll die Strecke schneller werden und damit die Rennen für die Zuschauer interessanter.

## Ehemalige Veranstaltungen
- USAC – Phoenix 150
- CART – Slick-50 200

## Rekorde

### Streckenlayout ab 2011 (1,022 Meilen)
- NASCAR Sprint Cup Qualifying: Jimmie Johnson, 25.147 s (146.308 mph), 2015
- NASCAR Sprint Cup Rennen: Kasey Kahne, 2:45:47 (115.403 mph), 2011
- NASCAR Xfinity Series Qualifying: Kyle Busch, 25.992 s (141.933 mph), 2015
- NASCAR Xfinity Series Rennen: Sam Hornish, Jr., 2:21:18 (86.794 mph), 2011
- Indy Car Series Qualifying (2-Runden-Durchschnitt): Hélio Castroneves, 38.2604 s (192.324 mph), 2016
- Indy Car Series Rennen: Scott Dixon, 1:49 (139.822 mph), 2016

### Altes Streckenlayout bis 2011
- NASCAR Sprint Cup Qualifying: Ryan Newman, 26,499 s (135,854 mph), 2004
- NASCAR Sprint Cup Rennen: Tony Stewart, 2:38:28 (118,132 mph), 1999
- NASCAR Xfinity Series Qualifying: Denny Hamlin, 26.872 s (133,968 mph), 2009
- NASCAR Xfinity Series Rennen: Jeff Burton, 1:44:13 (115,145 mph), 2000
- NASCAR Camping World Truck Series Qualifying: Johnny Benson, 27,137 s (132,660 mph), 2006
- NASCAR Camping World Truck Series Rennen: Kevin Harvick, 1:24:26 (108,104 mph), 2002
- Indy Car Series Qualifying: Arie Luyendyk, 18.758 s (183.599 mph), 1996
- Indy Car Series Rennen: Sam Hornish, Jr., 1:30:24 (137.758 mph)